# George John
George John (Shoreline, 20 marzo 1987) è un ex calciatore statunitense di origine greca, di ruolo difensore.